# Nidafelsen
Nidafelsen, altnordisch Niðafjöllum, ist ein Ort der nordischen Mythologie. Er erscheint in der Lieder-Edda in der letzten Strophe der Völuspá in Zusammenhang mit Nidhöggr. Die Nidafelsen werden häufig in Zusammenhang mit den Nidawellir, den Nidatälern gebracht, dies ist jedoch nicht gesichert.